# Ячменка (приток Волги)
Ячменка — река в России, протекает по Пучежскому району Ивановской области. Правый приток Волги. Впадает в Горьковское водохранилище. Длина реки составляет 24 км, площадь водосборного бассейна — 181 км².
Река Ячменка берёт начало в урочище Левенка. Течёт в восточном направлении. В низовье долина Ячменки затоплена водами Горьковского водохранилища, на этом участке судоходна.
В XX веке истоком Ячменки считалась современная река Мохниха. В современности им считается историческая река Левенка.

## Притоки (км от устья)
Бывшие, впадают в залив:
- 1 км: река Шохна (пр)
- 4 км: река Судница (пр)
- 9 км: река Полнатка (пр)

Современные:
- 8 км: река Урголь (пр)
- Песчанка (лв)
- 11 км: река Мохниха (пр)

## Данные водного реестра
По данным государственного водного реестра России относится к Верхневолжскому бассейновому округу, водохозяйственный участок реки — Волга от города Кострома до Горьковского гидроузла (Горьковское водохранилище), без реки Унжа, речной подбассейн реки — Волга ниже Рыбинского водохранилища до впадения Оки. Речной бассейн реки — (Верхняя) Волга до Куйбышевского водохранилища (без бассейна Оки).
Код нижнего участка в государственном водном реестре — 08010300412110000017047 (общий с рекой Мохниха), код верхнего — 08010300412110000017054.